# Osoppo
Osoppo (Osôf en frioulan) est une commune de la province d'Udine dans la région Frioul-Vénétie Julienne en Italie.

## Culture
Fausta Cialente parle de sa famille qui a notamment vécu dans cette ville,. 

### Fêtes, manifestations
Osoppo, chaque début juillet, organisait un des plus importants festivals de reggae, le Rototom Festival.

## Administration
| Période                                  | Période  | Identité        | Étiquette | Qualité |
| ---------------------------------------- | -------- | --------------- | --------- | ------- |
| 14 juin 2004                             | En cours | Luigino Bottoni |           |         |
| Les données manquantes sont à compléter. |          |                 |           |         |

### Hameaux
Pineta, Rivoli

### Communes limitrophes
Buja, Forgaria nel Friuli, Gemona del Friuli, Majano, San Daniele del Friuli, Trasaghis

## Jumelages
- Rosegg
- Argelato